# Bernardo van Vollenhoven, Príncipe de Orange-Nassau
Bernardo Lucas Emmanuel van Vollenhoven de Orange-Nassau (25 de dezembro de 1969) é o segundo filho da princesa Margarida dos Países Baixos e de Pieter van Vollenhoven.
Antes da sucessão de seu primo Guilherme Alexandre como rei, ele era um membro da Casa de Orange-Nassau e décimo na linha de sucessão ao trono holandês. Com a sucessão de Guilherme Alexandre, ele não é mais um membro da casa real, e não está mais na linha de sucessão direta ao trono holandês.

## Casamento e família
Enquanto estudava em Groningen, Bernardo conheceu Annette Sekrève (18 de abril de 1972). O casal anunciou o noivado em 11 de março de 2000. Eles se casaram em julho de 2000. A cerimônia civil foi realizada em 6 de julho de 2000 em Utreque. O casamento foi abençoado dois dias depois em 8 de julho de 2000, pelo Dr. Anne van der Meiden na Catedral de Saint Martin, Utrecht.
- Isabel Lilian Juliana de Vollenhoven (2002)
- Samuel Bernardo Luís de Vollenhoven (2004)
- Benjamin Pedro Floris de Vollenhoven (2008)

O Príncipe Bernardo e sua família vivem em Amsterdam.

## Doença
No final de agosto de 2013, foi tornado público que Bernardo foi diagnosticado com Linfoma não Hodgkin por médicos em Amesterdão.
Ele também sofre de doença de Crohn.

## Títulos e estilos
- 17 de abril de 1968 - presente: Sua Alteza o príncipe Bernardo de Orange-Nassau, van Vollenhoven